# Comme les autres - Kif Loukhrin
Comme les autres - Kif Loukhrin è un film del 2006 diretto dal regista tunisino Mohamed Ben Attia, prodotto in Tunisia.  
Presentato al  27º Festival di cinema africano di Verona.

## Trama
Narra di un giovane uomo che vince la sua inedia per amore della bella Chahra, cambiando per via di particolari massaggi cinesi.